# Bayandun, Dornod
Bayandun (tiếng Mông Cổ: Баяндун) là một sum của tỉnh Dornod tại miền đông Mông Cổ. Vào năm 2009, dân số của sum là 2.936 người.

## Địa lý
Sum có diện tích khoảng 6.237 km2. Trung tâm sum, Naranbulag, nằm cách tỉnh lị Choibalsan 176 km và thủ đô Ulaanbaatar 665 km.

### Khí hậu
Bayandun có nhiệt độ trung bình hàng năm là 2 °C. Tháng ấm nhất là tháng 7, khi nhiệt độ trung bình là 24 °C và lạnh nhất là tháng 1, với -22 °C.  Lượng mưa trung bình hàng năm là 499 milimét. Tháng mưa nhiều nhất là tháng 6, với lượng mưa trung bình 123 mm và khô nhất là tháng 2, với lượng mưa 2 mm.

## Kinh tế
Sum có một trường học, bệnh viện, trung tâm thương mại và nhà văn hóa.